# Oued El Alenda
Oued El Alenda est une commune de la wilaya d'El Oued en Algérie.

## Géographie

### Situation
Le territoire de la commune d'Oued El Alenda est situé au sud-ouest de la wilaya.
| Mih Ouansa                               | Kouinine       | El Oued, Bayadha |
| Mih Ouansa                               | Oued El Alenda | Robbah           |
| Mih Ouansa, Benaceur (wilaya de Ouargla) | Robbah         | Robbah           |

### Localités de la commune
La commune d'Oued El Alenda est composée de sept localités : Chégamat, Dabadib, Khobna, Mih El Ghazala, Oued El Alenda Nord, Oued El Alenda Sud, Safra.